# Pastor polonès de les planes
El pastor polonès de les planes (en anglès Polish Lowland Sheepdog, en polonès Polski Owczarek Nizinny) és una raça de gos pastor llanut de grandària mitjana originària de Polònia.

## Aparença
El pastor polonès de les planes és un gos musculós de mantell gruixut doble que pot ser de qualsevol color, sent els colors blanc, gris i marró els més comuns amb marques negres, grises o marrons. El seu color normalment es va tornant més fosc segons va creixent. El mantell interior és suau i dens, mentre que l'exterior és dur i pot ser ondulat o llis, però no arrissat. El pèl del cap fa que el cap sembli major del que realment és, cobrint-li a més els ulls.
Els mascles mesuren entre 45 i 50 cm i les femelles entre 42 i 47 cm, pesant els mascles 40-50 lliures i 30-40 les femelles.
El cos és quadrat, sembla rectangular a causa de l'abundància de pèl, amb una ràtio d'altura-longitud de 9:10, és a dir, per a un gos de 45 cm d'alt, el seu cos mesurarà uns 50 cms de longitud). La cua pot ser molt curta i fins i tot tallada.

## Temperament

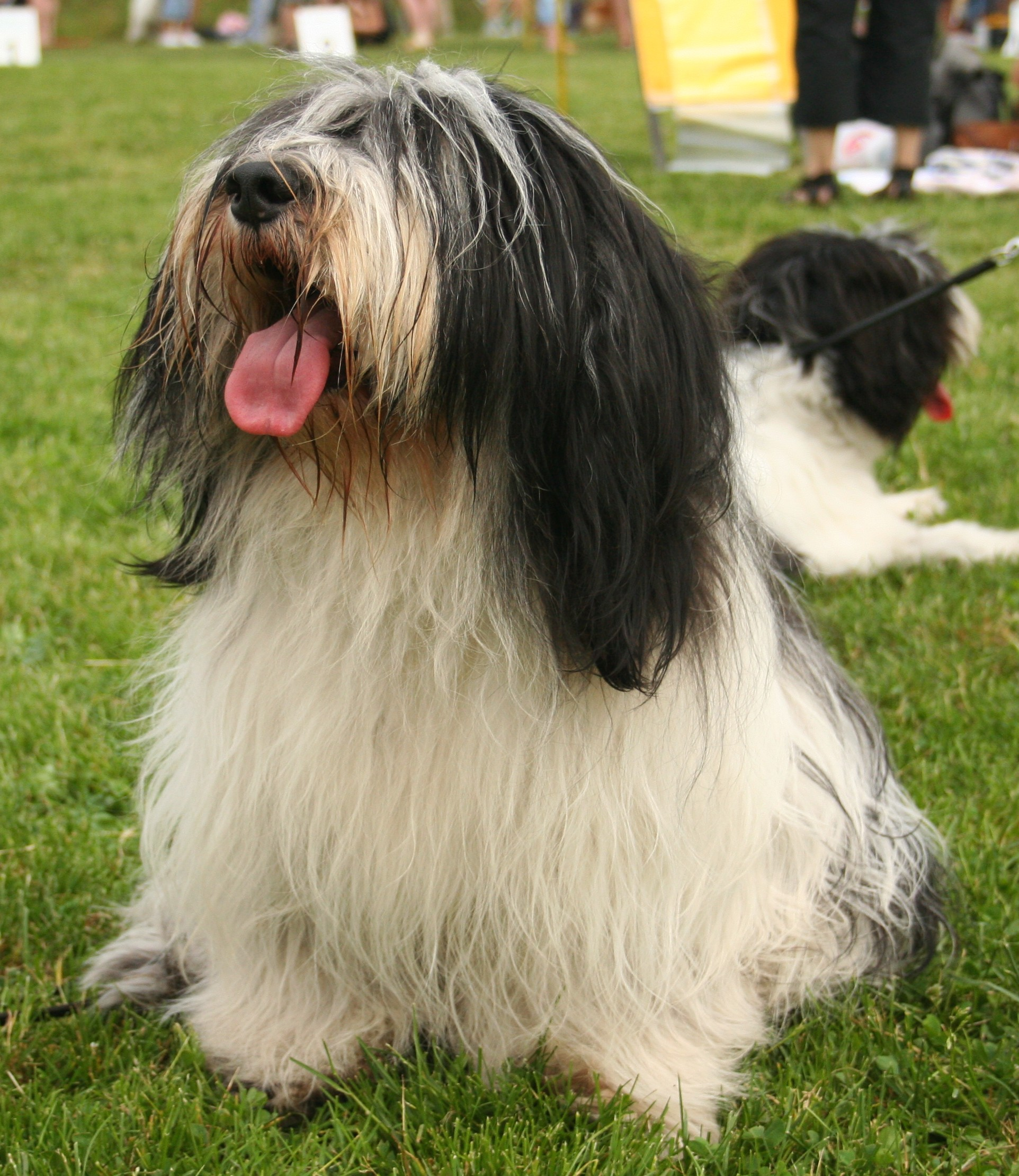
Pastor polonès de les planes en un xou a Racibórz, Polònia.

Són estables, segurs i tenen una memòria excel·lent que pot ser treballada, encara que aquesta raça pot dominar al seu amo si aquest té una voluntat feble. S'adapten bé en condicions molt variades i són populars com a gossos de companyia en apartaments, encara que necessiten un exercici moderat diàriament.